# Tűlevelű erdők és rokon társulások

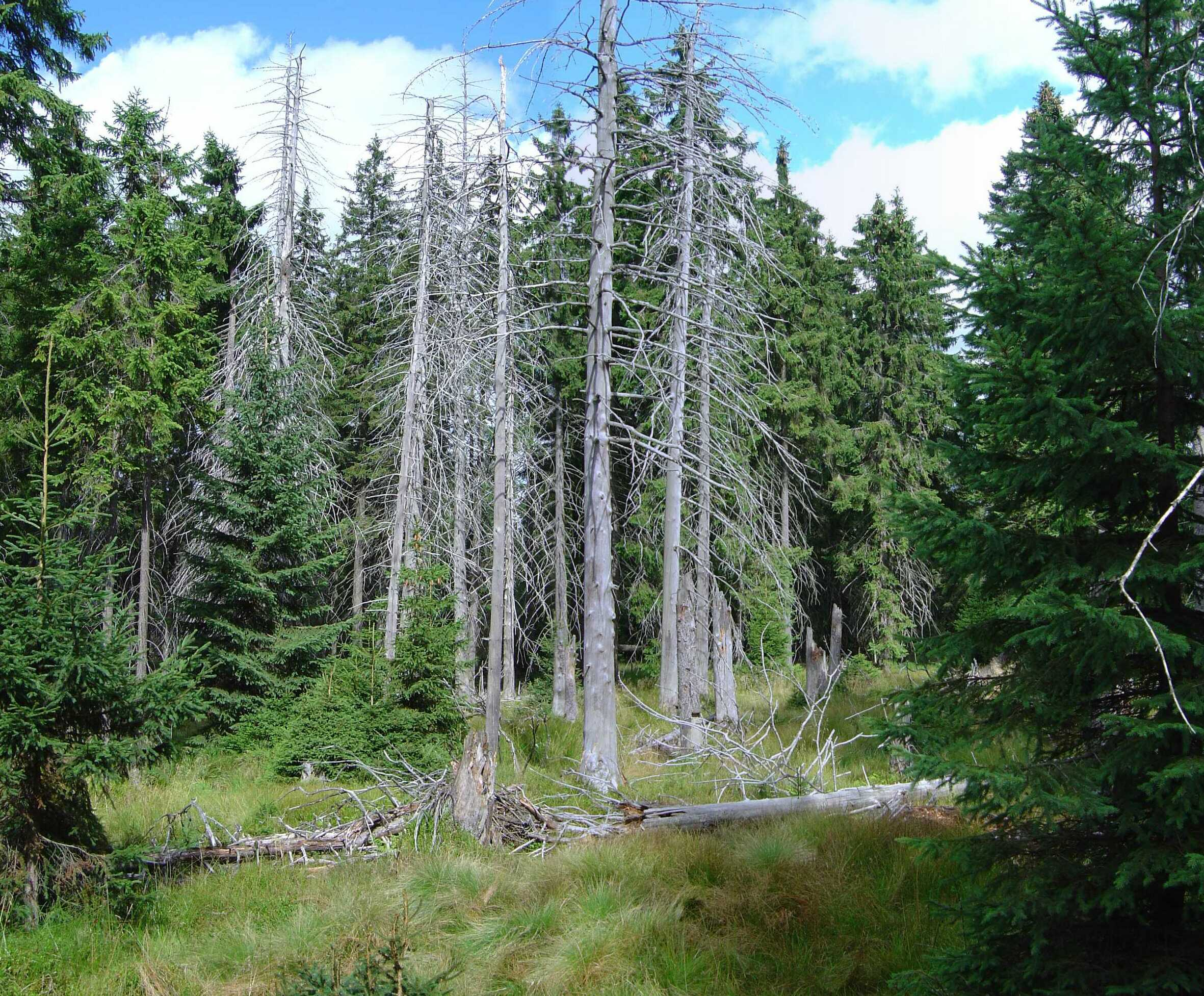
Hegyvidéki tűlevelű erdő (Vaccinio-Piceetea) Csehországban, a Krušná hora fennsíkon

A 14 szárazföldi biom a WWF szerint

## Növénytársulásaik
A tűlevelű erdők és rokon társulások (Abieti-Piceea Hadač 1967) divízió a növénytársulástan egyik alapkategóriája. Borhidi Attila (2003) felosztása szerint ez a taxon Magyarország növénytársulásainak 13. nagy csoportja.
A Kárpát-medencében a fenyvesek alapvetően extrazonális helyzetűek; igazi változatosságuk a hideg mérsékelt égövben figyelhető meg. Hazánkban csak három társulástani osztályuk fordul elő:
- a xeroterm fenyvesek (alpesi és nyugat-balkáni xeroterm fenyvesek, Erico-Pinetea),  I. Horvat 1959 egyetlen fitocönológiai renddel:
  - melegkedvelő fenyvesek (Erico-Pinetalia), I. Horvat 1959
- kontinentális xeroterm fenyvesek (szubkontinentális-kontinentális, mészkedvelő erdeifenyvesek, Pulsatillo-Pinetea), Oberd. in Oberd. et al. 1967 egyetlen fitocönológiai renddel:
  - kontinentális mészkedvelő erdeifenyvesek (Pulsatillo-Pinetalia), Oberd. in Oberd. et al. 1967
- hegyvidéki tűlevelű erdők (mészkerülő és lápi tűlevelű erdők, Vaccinio-Piceetea), Br.-Bl. in Br.-Bl. et al. 1939 ugyancsak egyetlen fitocönológiai renddel:
- lucosok és acidofil tűlevelű erdők (Piceetalia excelsae), Pawlowski in Pawlowski et al. 1928

## Földrajzi helyzetük
Az összes tűlevelű erdő az északi féltekén, zömmel a mérsékelt égövben alakult ki. Ennek fő oka, hogy a fenyőfélék (Pinaceae) a déli féltekén nem terjedtek el.
A biomoknak a WWF által felosztása szerint (ábra) a tűlevelű erdők három biomra jellemzőek:
- a trópusi és szubtrópusi tűlevelű erdők
- a mérsékelt övi tűlevelű erdők és
- a tajga (északi erdők)

élőhelyeire. Magyarul ez a megkülönböztetés problémás, mivel a magyar szaknyelv (tartalmilag helyesen) a tajgát tekinti a „mérsékelt övi tűlevelű erdő” alaptípusának.

### Tajga
A tajga a Föld legnagyobb területet foglakló biomja az északi féltekén a mérsékelt övi lomberdők és a tundra között.

### Mérsékelt övi tűlevelű erdők
A szűkebb értelemben (tehát a tajga nélkül) vett mérsékelt övi tűlevelű erdők a mérsékelt övi lombhullató erdők övében, intrazonálisan jelennek meg. Ebbe a kategóriába több, egymástól eltérő erdőtípust soroltak be:
- a mérsékelt övi hegyvidéki erdőket a hegyvidékeken találjuk a lombos erdők és a fahatár között,
- a sok csapadékot kapó hegyvidékeken alakultak ki a mérsékelt övi esőerdők:
  - Észak- és Dél-Amerika csendes-óceáni partvidékének csapadékos tájain,
  - Japánban,
  - Új-Zélandon.

Ezekben az erdőtípusokban tűlevelűek, örökzöld és lombhullató fafajok egyaránt nőhetnek. Jellegzetes nemzetségeik:
- az álciprusok (Chamaecyparis),
- a mamutfenyőformák (Sequoioideae) és egyéb fenyők (Pinus, Picea). Jellemzően több bennük a bennszülött faj, mint a mérsékelt övi lomberdőkben.[4]

### Trópusi és szubtrópusi tűlevelű erdők
Ezek a tűlevelűek által uralt, zárt lombsátrú trópusi erdők leginkább Mexikó egyes területeire és a Karib-tenger némely szigeteire jellemzőek; ezek mellett Délkelet-Ázsiában fordulnak elő. Sok helyen kéttűs fenyők (Pinus spp.) és tölgyek (Quercus spp.) uralják őket. Sok bennszülött növény- állat és zuzmófaj él bennük, különösen idősebb állományaikban. A vándorló lepke- és madárfajok kedvelt pihenőhelyei. Szárazabb típusaik gyakran kigyulladnak.